# Roman (consultora)
Roman (anteriormente Román y Asociados) es una consultora española de comunicación y asuntos públicos fundada en 1989. Con presencia internacional y sedes en Barcelona, Madrid y Londres, está especializada en la protección y proyección de la reputación corporativa de empresas e instituciones. 

## Historia
Roman se fundó en 1989 en Barcelona bajo el nombre Román y Asociados, por iniciativa de Santiago Román, siendo su máximo responsable hasta 2012. En sus inicios, la consultora centraba su actividad en servicios de gabinete de prensa y relaciones con medios, acorde con la comunicación corporativa de la época.
Con la expansión del mercado y la llegada de Internet, la empresa amplió su presencia geográfica y áreas de servicio: abrió una oficina en Madrid (años 90) y en 2004 en Valencia. Durante ese periodo, la empresa empezó a diversificar sus divisiones, incluyendo comunicación para el sector tecnológico y telecomunicaciones.
Tras la adquisición de la propiedad por su equipo directivo en 2012, Silvia Alsina, entonces directora general, asumió la presidencia ejecutiva y en 2022 dio entrada en el accionariado a dos de sus directores de negocio.
En 2019 la empresa hizo un cambio de marca e identidad. La marca Román y Asociados pasó a denominarse “Roman”, incorporando el lema en inglés “reputation matters” como parte de su identidad. Desde 2020 la empresa ha realizado distintas adquisiciones estratégicas para ampliar sus capacidades. En 2022 incorporó el estudio creativo La Casa de Carlota, y en 2024 Villafañe & Asociados Consultores (VA&C,) dedicada a la medición y gestión de la reputación corporativa.

## Datos económicos
| Año  | Facturación            |
| 2020 | 8,7 millones de euros  |
| 2021 | 11,3 millones de euros |
| 2022 | 16,3 millones de euros |
| 2023 | 19,4 millones de euros |
| 2024 | 22,7 millones de euros |

## Organización y gestión
Cuenta con oficinas propias en Madrid, Londres y Barcelona, donde se encuentra la sede corporativa, ubicada en la Casa de los Punxes o Casa Terrades, edificio modernista declarado monumento histórico. La empresa cuenta también con colaboradores en el resto de Europa, Estados Unidos y Latinoamérica para el desarrollo de proyectos internacionales.
Santiago Román fue el fundador y presidente hasta 2012. Desde entonces Silvia Alsina Urpina es la presidenta y CEO. Comparte la propiedad de Roman con un grupo de socios directivos que conforman el comité ejecutivo de la consultora, cuyo modelo accionarial es un partnership o sociedad de negocios. El comité de dirección incluye a responsables de desarrollo de negocio, operaciones y áreas corporativas, expertos en comunicación corporativa, financiera, digital, lifestyle, o asuntos públicos, entre otros. El equipo multidisciplinar dirige a los más de 200 consultores de Roman y define la estrategia de la firma.

## Premios y reconocimientos
La consultora ha recibido diversos premios y reconocimientos. En 2018 recibió el FEIEA Grand Prix 2018 por la campaña Compliance Café de Gas Natural Fenosa.  En 2019 obtuvo la certificación BCorp, y fue reconocida como consultora del año por PrScope. En dos años sucesivos logró el Premio Dircom Ramón del Corral a comunicación interna, por la  campaña 1.000 Maneras de Prevenir de Leroy Merlin (2022), y la campaña + Diversos + Inclusivos + Capaces de Acciona (2023). En 2023 obtuvo con La Casa de Carlota el premio Impacte por la campaña Mejores Por Principio para Cruz Roja, y fue galardonada como Mejor Agencia de Comunicación y Contenido en los Premios Control 2023. En 2024 el estudio PrScope la designó “Agencia número uno en compromiso con la sostenibilidad”.